# Dembecha
Dembecha – miasto w Etiopii, w regionie Amhara.